# Larifugella longipalpis
Larifugella longipalpis is een hooiwagen uit de familie Triaenonychidae.